# ۳-هیدروکسی‌استوفنون
۳-هیدروکسی‌استوفنون (انگلیسی: 3-Hydroxyacetophenone) یک ترکیب شیمیایی است.